# Andreas Hörtnagl
Andreas Hörtnagl (28 de noviembre de 1942, Matrei am Brenner) es un político austriaco.
Entre 1980 y 1992 fue alcalde de Gries am Brenner, Tirol.
Hörtnagl se hizo conocido debido a un conflicto con su antecesor, Jakob Strickner. Este último se hizo un autoelogio en la revista alemana, Die Bunte, por haber ayudado a Josef Mengele a refugiarse en Italia, por las llamadas Ratlines. El alcalde Hörtnagl se avergonzó por el comportamiento de su antecesor, y pidió perdón a los sobrevivientes del holocausto. Strickner acusó a Hörtnagl por asesinato moral, pero no tuvo éxito frente al tribunal.
En 1991, el alcalde Hörtnagl fundó, en su municipio Gries am Brenner, la primera L'Arche Comunidad para Personas Discapacitadas y No-Discapacitadas en Austria, según sugerencia del obispo Reinhold Stecher. Después de inducir que Gries am Brenner fuera el primer municipio austriaco en admitir a 20 asilados rumanos, no fue reelecto como alcalde en 1992. Sin embargo, la Universidad de Innsbruck y la diócesis de Innsbruck le ofrecieron valiosas condecoraciones por su dedicación.
En 1992 fundó, junto con Andreas Maislinger, la organización Servicio Austriaco de la Memoria, dando a los jóvenes austriacos la posibilidad de trabajar en monumentos para el holocausto en el extranjero. Desde el año 2000, Hörtnagl es presidente adjunto de la organización Servicio Austriaco en el Extranjero.
- Datos: Q86377